# Wu Yanyan (natation)
Pour les articles homonymes, voir Wu Yanyan.
Dans ce nom chinois, le nom de famille, Wu, précède le nom personnel.
Wu Yanyan, née le 7 janvier 1978, est une nageuse chinoise.

## Palmarès
- Championnats du monde
  - Perth 1998
    -  Médaille d'or sur 200 mètres quatre nages

- Jeux asiatiques
  - Bangkok 1998
    -  Médaille d'or sur 200 mètres quatre nages
    -  Médaille d'argent sur 400 mètres quatre nages
    -  Médaille d'argent sur 4 × 100 mètres quatre nages